# سعر الحد في المزاد
سعر الحد في المزاد هو السعر الأدنى الذي يطرحه بائع سلعة أو خدمة ما ليبدأ المزايدة عليها، فمثلا إذا كانت السلعة مساوية لمبلغ 1000 جنيه أو اقل ويريد المزايدة عليها، فأقل مبلغ يمكن أن تبدأ المزايدة عليه هو 1 جنيه ولكن لن يقبل به البائع، فيبدأ المزاد من «سعر الحد» ويكون «سعر الحد» هو اقل مبلغ يقبله البائع ولن يقبل اقل منه لقاء سلعته، فيبدأ المزاد من «سعر الحد» وليكن 700 جنيه مثلا، قد تصل المزايدة الي أكثر من 1000 جنيه أو اقل من 1000 جنيه ولكن في كلا الحالتين يُلزم المزاد البائع ببيع سلعته لصاحب اعلي سعر بعد انتهاء فترة المزاد، ولكن في حال إن لم يتم المزايدة عليها أو المزايدة بسعر اقل من 700 جنيه تُرفع السلعة من المزاد ولا يتم بيعها، فبناء علي سعر الحد تباع السلعة أو تُرفع من المزاد.